# Cyperus gubanii
Cyperus gubanii là loài thực vật có hoa trong họ Cói. Loài này được Väre & Kukkonen mô tả khoa học đầu tiên năm 2005.